# Hermanas Mirabal

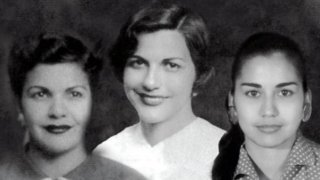
Patria, Minerva y María Teresa.

Las hermanas Mirabal, también conocidas como Las Mirabal o Las Mariposas, fueron tres hermanas dominicanas que se opusieron a la dictadura de Rafael Leónidas Trujillo. Patria, Minerva y María Teresa Mirabal fueron asesinadas el 25 de noviembre de 1960.
De las hermanas asesinadas, Minerva era la que tenía un papel más activo en la política, siendo fundadora del Movimiento Revolucionario 14 de Junio junto con su esposo Manolo Tavárez Justo. María Teresa también se involucró en el Movimiento. La hermana mayor, Patria, no tenía el mismo nivel de actividad política que sus otras hermanas, pero las apoyaba; incluso prestaba su casa para guardar armas y herramientas de los insurgentes. Una cuarta hermana, Bélgica Adela "Dedé" Mirabal, no tuvo un papel activo en las actividades contra el dictador.
Son consideradas heroínas de la patria para la República Dominicana. Sus restos descansan en un mausoleo que fue declarado extensión del Panteón Nacional, y se encuentra en la Casa Museo Hermanas Mirabal, última residencia de las hermanas. En su honor, cada 25 de noviembre se conmemora el Día Internacional contra la Violencia hacia la Mujer.

## Primeros años, estudios y activismo antitrujillista
Las hermanas Mirabal crecieron en un hogar rural acomodado de la sección Ojo de Agua en el municipio Salcedo. El padre de las hermanas, Enrique Mirabal, fue un exitoso hombre de negocios.
Estudiaron como internas en el Colegio Inmaculada Concepción de La Vega, dirigido por monjas españolas de la Orden Terciarias Franciscanas de Jesús y María donde, tanto Minerva como María Teresa, se destacaron por su inteligencia e interés en el estudio.
Cuando Trujillo llegó al poder, la familia perdió casi toda su fortuna. Las hermanas, especialmente Minerva, creían que la dictadura estaba arruinando al país, por lo que participaron en la creación y organización del Movimiento Revolucionario 14 de Junio. Dentro de este grupo eran conocidas como Las Mariposas. Se les conocía así, porque ese era el nombre con que Minerva se identificaba en las relaciones políticas.
Dos de las hermanas, Minerva y María Teresa, fueron encarceladas en varias ocasiones tanto en la cárcel La Victoria como La 40. Ellas y sus esposos fueron sometidos a una cruel tortura durante el régimen de Trujillo. A pesar de estos hechos, continuaron luchando contra la dictadura.

### Trama de Trujillo, emboscada y posterior asesinato
El 18 de mayo de 1960, las hermanas Minerva y María Teresa habían sido juzgadas en Santo Domingo, al igual que sus esposos, por atentar contra la seguridad del Estado dominicano. Se les declaró culpables y fueron condenadas a tres años de prisión. Inmediatamente todos comenzaron a purgar sus penas, pero ellas no durarían mucho en la cárcel.
En un gesto extraño, el 9 de agosto y por disposición expresa de Trujillo, Minerva y María Teresa Mirabal fueron puestas en libertad. Sus maridos, sin embargo, continuaron en prisión. Estas disposiciones de Trujillo tenían un doble propósito: por un lado, pretendía demostrar su "generosidad"; por el otro, les daba la libertad a aquellas personas a quien él quería seguir hostilizando. Este último era el caso de las Mirabal. 
No bien habían pasado un par de semanas de la libertad y ya existían informes sobre reuniones secretas contra el régimen encabezadas de nuevo por las Hermanas Mirabal. Esto se suma a las presiones internacionales producidas por el atentado en Venezuela contra el presidente Rómulo Betancourt, por lo que la OEA sancionó al Estado dominicano con la rotura de las relaciones diplomáticas y económicas, y por la creciente caída de los diferentes regímenes dictatoriales en América Latina. En este contexto Trujillo ordenó al general Pupo Román que preparara un plan para hacer desaparecer definitivamente a las Hermanas Mirabal. 
Le recomendó usar al SIM para llevarlo a cabo. La primera medida que tomó Pupo Román fue trasladar a los presos a la cárcel de Salcedo, al parecer aparentando benevolencia, pues de este modo no tendrían que realizar largos viajes a la cárcel de La Victoria, que era donde cumplían sus penas los esposos. En verdad, esto era el inicio de la capitalización del plan para eliminar a las hermanas Mirabal. 
El general Pupo Román, cumpliendo las orientaciones del Generalísimo, dejó en manos del SIM (Servicio de Inteligencia Militar), que a la sazón estaba dirigido por el Capitán de Corbeta de la Marina de Guerra Mayor Cándido Torres Tejada, quien había sustituido al siniestro Johnny Abbes, que se encargaba en ese momento de dirigir la campaña contra la Iglesia y la emisora Radio Caribe.

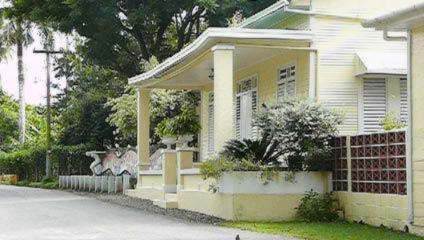
Casa donde vivieron y crecieron las hermanas Mirabal

Pero en verdad Abbes seguía dirigiendo con sus ideas y tras bastidores al organismo opresor. Para dar cumplimiento a la orden, Torres Tejada se dirigió a Santiago y le dio las instrucciones al jefe del SIM en la zona norte, el entonces teniente Víctor Alicinio Peña Rivera y según escribe en su libro Trujillo: Historia oculta de un dictador, este le expuso el plan de la siguiente manera:

"Vengo de parte del ministro de las Fuerzas Armadas, General Román, para que dispongas el traslado a Puerto Plata de los esposos de las Hermanas Mirabal. La justificación del traslado será el descubrimiento de armas clandestinas dirigidas al movimiento que ellos encabezan. La idea es que ellos nos ayuden a determinar si las personas apresadas las pueden identificar como miembros del movimiento. Una vez terminado esto, les puedes decir que serán regresados a Salcedo de nuevo. Una vez trasladados, les prepararás una emboscada en la carretera a las hermanas Mirabal, deben morir y se simulará un accidente automovilístico, ese es el deseo del jefe."
Victor Alicinio Peña Rivera en su libro "Trujillo: Historia oculta de un dictador".

Al día siguiente, el cabo de la Policía Nacional Ciriaco de La Rosa llegó a los cuarteles del SIM en Santiago para cumplir con el plan. Solicitó cuatro agentes y un vehículo para conformar el escuadrón de acción. Peña Rivera asignó a Alfonso Cruz Valerio, Emilio Estrada Malleta, Néstor Antonio Pérez Terrero y Ramón Emilio Rojas Lora. El 18 de noviembre, el escuadrón regresó sin cumplir la orden alegando que las hermanas Mirabal viajaban con niños. El 22 de noviembre regresaron de nuevo alegando las mismas causas, pero el 25 de noviembre se pudo comprobar que en esa visita no iban con niños, sino con un chofer, Rufino de la Cruz, y otra de sus hermanas, Patria. Se decidió entonces ejecutar el macabro plan. Tras despedirse de sus respectivos maridos, en el patio de la fortaleza, las tres mujeres y el chofer, salieron rumbo a Salcedo.
Ya fuera de Puerto Plata, el jeep se desplazaba por la serpenteante carretera y al llegar al puente de Marapica, fueron detenidos por cuatro hombres que iban en un cepillo, el cual atravesaron en medio del puente. Las tres mujeres fueron obligadas, a punta de pistola, a subirse al asiento trasero del vehículo de sus verdugos, mientras tres de estos se montaban con el chofer en el jeep, dirigiéndose hacia La Cumbre, donde estaba la casa, en la que les esperaba el capitán Peña Rivera para darles las instrucciones finales.

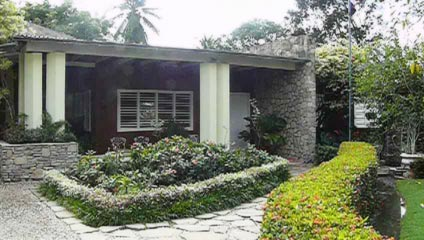
Segunda casa donde vivieron las Mirabal los últimos 10 meses de su vida

Los dos vehículos entraron al patio de la casa. Las hermanas y el chofer fueron llevados a la fuerza por los sicarios dentro de la casa. De inmediato, Peña Rivera hizo una seña a de la Rosa para que actuaran, retirándose hacia una lejana habitación de la casa. Entró a la casa y los repartió entre sus otros tres compañeros que debían ejecutar el plan, al igual que pañuelos para ahorcar a las víctimas.
Fue así entonces, que durante varios minutos unos quejidos y alaridos fueron emitidos (que no pudieron escucharse fuera de la estructura de la vivienda construida de adobe y forradas de caoba). Posteriormente, los sicarios con la respiración entrecortada,  dieron por terminada su labor de exterminio. 
Los cuerpos de las mujeres y el hombre ya no hacían ningún movimiento convulsivo, las apalearon hasta morir para luego introducir los cuerpos en el coche y simular un accidente de tráfico. El sargento de la Rosa se dirigió entonces al aposento donde estaba Peña Rivera y le dijo: "Señor, misión cumplida".

### Repercusiones
Trujillo creyó en el momento que había eliminado un gran problema. Sin embargo, el asesinato le trajo muchos inconvenientes y fue el principio de su desgracia. La muerte de las hermanas Mirabal causó gran repercusión en la República Dominicana. La publicidad resultante provocó que el pueblo dominicano se mostrara cada vez más proclive a apoyar a las Mirabal y sus ideales. Esta reacción contribuyó a despertar conciencia en el público y, finalmente, culminó con el asesinato del dictador el 30 de mayo de 1961.

### Asesinos intelectuales

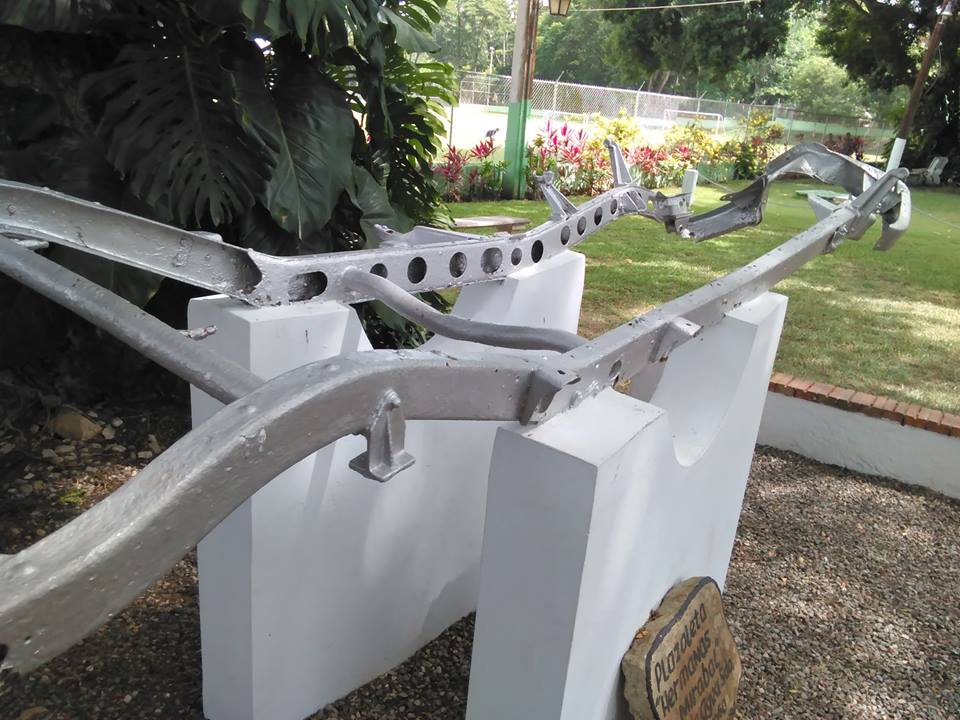
Chasis del jeep en el que viajaban las hermanas Mirabal en Ojo de Agua, Salcedo

- Rafael Leónidas Trujillo, Generalísimo y jefe de Estado de la República Dominicana.
- José René "Pupo" Román Fernández, Secretario de Estado de las Fuerzas Armadas.
- Cándido Torres Tejada, Jefe de Operaciones del Servicio de Inteligencia Militar en la estación central en Ciudad Trujillo.

#### Ejecutantes
- Víctor Alicinio Peña Rivera
- Ciriaco de la Rosa
- Ramón Emilio Rojas Lora
- Alfonso Cruz Valerio
- Emilio Estrada Malleta, de origen cubano
- Néstor Antonio Pérez Terrero
- José Andeliz

### Juicio e impunidad
En junio de 1962 se inició el juicio en contra de los acusados y cómplices del asesinato de las hermanas Mirabal y su acompañante Rufino de la Cruz.

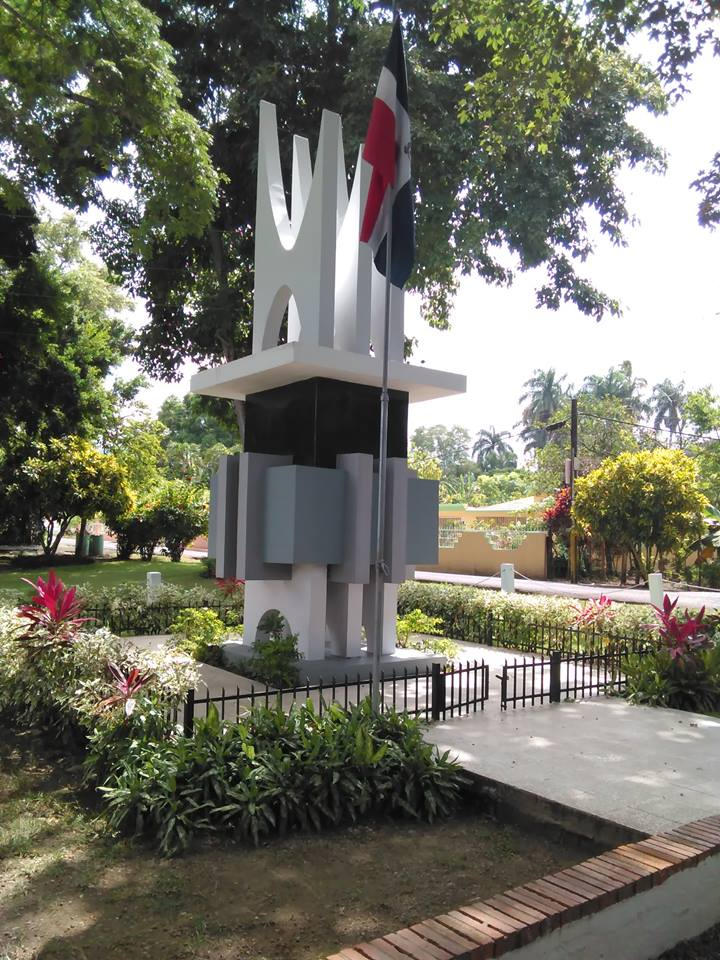
Monumento a las hermanas Mirabal en Ojo de Agua, Salcedo

En el banquillo de los acusados fueron sentados los autores materiales del cuádruple crimen, Ciriaco de la Rosa, Alfonso Cruz Valerio, Emilio Estrada Malleta, Ramón Emilio Rojas Lora y Néstor Antonio Pérez.
Como cómplices fueron juzgados Sandito Almonte, Cándido Torres Tejada (ausente en el juicio), jefe de Operaciones del Servicio de Inteligencia Militar en la estación Central en Ciudad Trujillo, Víctor Alicinio Peña Rivera, jefe de Operaciones del SIM en el Cibao, Silvio Antonio Gómez Santana, Viterbo Álvarez (Pechito), Pedro Peña Ortiz y David Olivero.
El magistrado doctor Osvaldo B. Soto, presidía el tribunal especial. El procurador fiscal era el doctor Rafael Valera Benítez, mientras que la parte civil estaba representada por el licenciado D. Antonio Guzmán L., quien la dirigía, y los doctores Héctor Sánchez Morcelo, Ramón Pina Acevedo, Francisco Carvajal Martínez y Miguel A. Vásquez Fernández. 
El abogado de la defensa de los acusados fue el abogado de oficio Héctor Barón Goico. El tribunal condenó a los principales acusados a la pena máxima de 30 años, excepto a Ciriaco de la Rosa que de manera insólita fue condenado a solo 20 años por supuestamente colaborar con la aclaración del crimen, aunque realmente nunca las cumplieron, tiempo después y con la ayuda de grupos militares trujillistas fueron provistos de pasaportes y sacados de la República Dominicana.
Ciriaco de la Rosa reveló durante el juicio posterior al asesinato lo siguiente:

Después de apresarlas, las condujimos al sitio escogido, donde ordené a Rojas Lora que cogiera palos y se llevara a una de las muchachas. Cumplió la orden en el acto y se llevó a una de ellas, la de las trenzas largas (María Teresa). Alfonso Cruz Valerio eligió a la más alta (Minerva), yo elegí a la más bajita y gordita (Patria) y Malleta, al chofer, Rufino de La Cruz. Ordené a cada uno que se internara en un cañaveral a orillas de la carretera, separadas todas para que las víctimas no presenciaran la ejecución de cada una de ellas.
Ordené a Pérez Terrero que permaneciera en la carretera a ver si se acercaba algún vehículo o alguien que pudiera enterarse del caso. Esa es la verdad del caso. Yo no quiero engañar a la justicia ni al pueblo. Traté de evitar el desastre, pero no pude, porque de lo contrario, nos hubieran liquidado a todos.
Testimonio de Ciriaco de la Rosa.

Estas declaraciones fueron desmentidas poco después al descubrirse que el crimen ocurrió realmente en los terrenos de la casa de La Cumbre, pues Peña Rivera quería ver los cadáveres con sus propios ojos antes de ordenar tirarlos por el precipicio, pues tenía que dar un informe fidedigno a sus superiores.

### Entierro
Las Mirabal están enterradas en Conuco, en las afueras de la ciudad de Salcedo, en la provincia de Hermanas Mirabal en la República Dominicana. El lugar se ha convertido en un museo en su honor y está abierto al público.
También hay allí una biblioteca, librería y una tienda de recuerdos. Enterrado en el mismo lugar también están los restos de Manuel Aurelio Tavárez Justo, quien fuera esposo de Minerva.

### Controversia sobre el asesinato
En febrero de 2010 fue lanzado el libro "Trujillo, mi padre: En mis memorias, Angelita" de la autoría de Angelita Trujillo, hija del dictador Rafael Leónidas Trujillo, el cual habla en uno de sus capítulos sobre las hermanas Mirabal y su asesinato. 
El libro asevera que José "Pupo" Román Fernández manda matar a las Mirabal por órdenes supuestamente de Luis Amiama Tió (uno de los ejecutantes de Trujillo) y Segundo Imbert Barrera (hermano de Antonio) desligando a su padre del hecho. Después de esas revelaciones del libro, las protestas en el país no se hicieron esperar y calificaron como sofisma su contenido.

## Familia
Bélgica Adela Mirabal Reyes conocida como Dedé, fue la única de las hermanas que no fue asesinada. Dedé vivió en la casa donde nacieron y trabajó para preservar la memoria de sus hermanas a través de la Casa Museo Hermanas Mirabal, que también se encuentra en Salcedo. Dedé escribió su primer y único libro titulado "Vivas en su jardín", publicado el 25 de agosto de 2009. Falleció el 1 de febrero de 2014 debido a problemas pulmonares.
Uno de sus hijos, Jaime David Fernández Mirabal, es psiquiatra y fungió como vicepresidente durante el primer período de gobierno de Leonel Fernández. También Minou Tavárez Mirabal, quien es hija de Minerva es filóloga, fue diputada de la República Dominicana por el Distrito Nacional y candidata a la presidencia por el partido Alianza por la Democracia (APD) en las elecciones de 2016.

## Homenajes

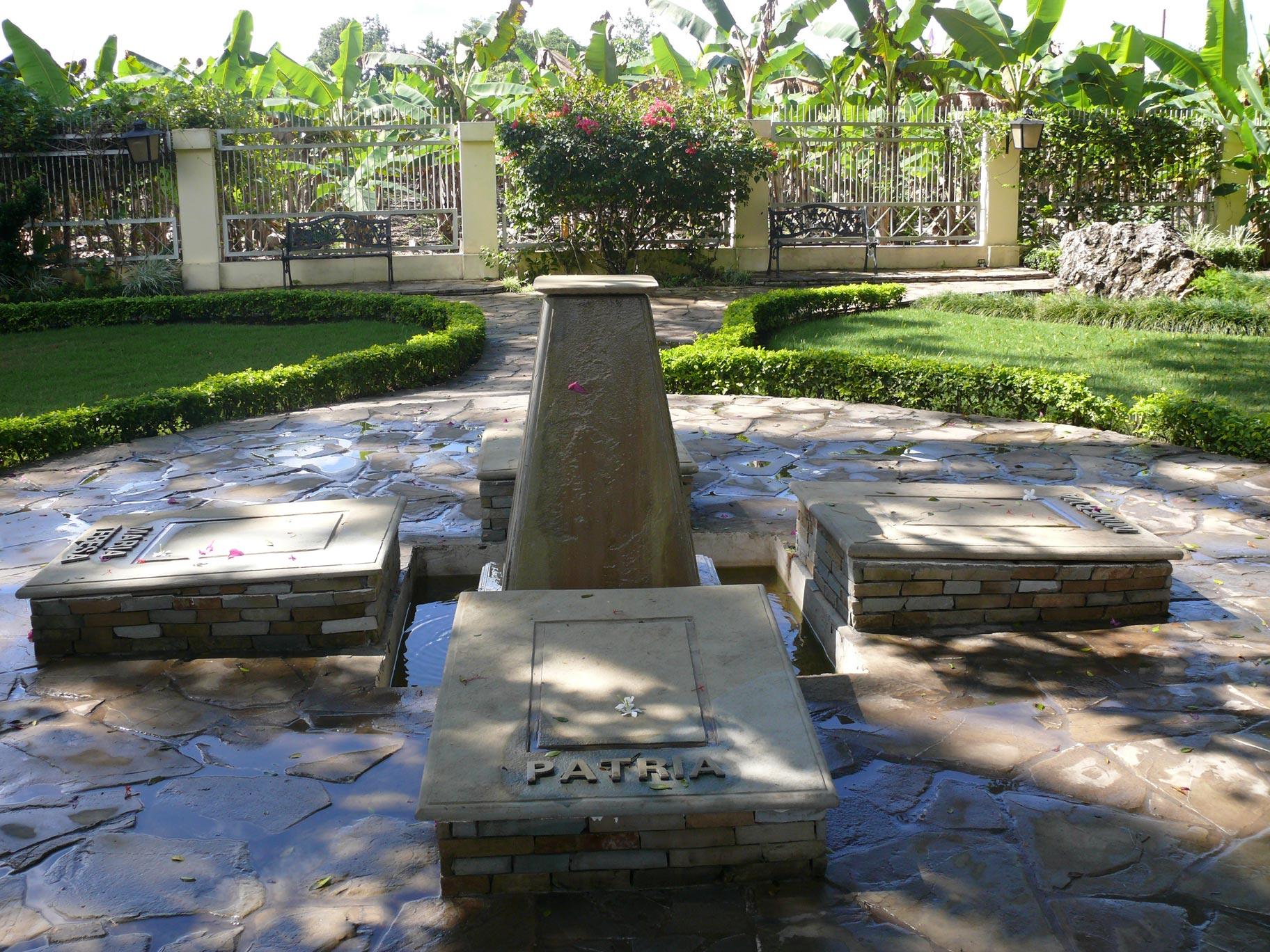
Mausoleo donde descansan sus restos en la Casa Museo

En honor a las hermanas se han levantado varios monumentos y se han bautizado diversos lugares.

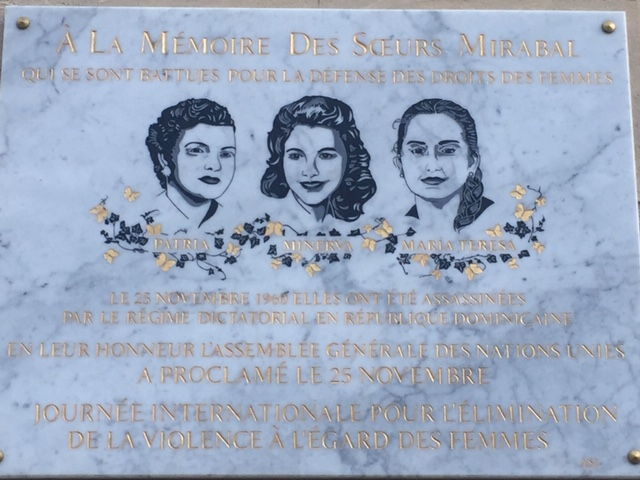
Placa conmemorativa en París, Francia

- La provincia en la que nacieron y crecieron hoy lleva el nombre de Provincia de Hermanas Mirabal, según la Ley n.º 389-07.[19]

- Cada 25 de noviembre se conmemora el Día Internacional de la Eliminación de la Violencia contra la Mujer.[1] Esto fue establecido en el Primer Encuentro Feminista Latinoamericano y del Caribe celebrado en Bogotá, Colombia en 1981,[20] y aprobado por la resolución oficial de la ONU de su asamblea el 7 de febrero de 2000.[21][22]
- En la que fuera su última residencia se estableció la Casa Museo Hermanas Mirabal, con artefactos que pertenecieron a ellas. Allí descansan sus restos en un mausoleo que es extensión del Panteón Nacional.
- La escritora estadounidense de origen dominicano Julia Álvarez escribió una novela basada en las hermanas Mirabal, con el título En el tiempo de las mariposas (In The Time of Butterflies)[23] que luego fue llevada al cine por Mariano Barroso.
- Una de las estaciones del Metro de Santo Domingo lleva su nombre.
- El 2 de octubre de 2007 se emitió un billete de 200 pesos alusivo a las hermanas Mirabal.[24]
- En honor a ellas los botánicos Francisco Jiménez Rodríguez y Liliana Katinas le dedicaron una especie de planta nueva para la ciencia, Salcedoa mirabaliarum F. Jiménez R. & L. Katinas, arbolito endémico de La Española, descubierto en las montañas de la provincia Hermanas Mirabal. Fue publicada bajo el artículo “Salcedoa gen. nov., a biogeographic Enigma in the Caribbean Mutisieae (Asteraceae)”, en la revista científica Systematic Botany (2004), 29(4): .987-1002, de la American Society of Plant Taxonomist.”

## Filmografía
| Año  | Película                                         | Director                                   |
| ---- | ------------------------------------------------ | ------------------------------------------ |
| 2001 | En el tiempo de las mariposas (película para TV) | Mariano Barroso                            |
| 2007 | Oriundos de la noche (documental)                | Javier Balaguer                            |
| 2008 | Crimen                                           | Etzel Báez                                 |
| 2009 | Codename: Butterflies (documental)               | Cecilia Domeyko                            |
| 2010 | Trópico de sangre                                | Juan Delancer                              |
| 2023 | El grito de las mariposas (serie)                | Mariano Hueter, Leandro Ipiña e Inés Paris |